# Фредерик, Уэйн
Уэйн Аликс Фредерик II (англ. Wayne Alix Frederick II; род. 13 июня 2004, Кабин-Джон, Мэриленд, США) — американский и тринидадский футболист.

## Биография
Родился в семье президента Говардского университета, выходца из Тринидада Уэйна А. Л. Фредерика. Начинал заниматься футболом в школе Бетесды. После поступления в вуз попал в команду Дьюкского университета.
В 2024 году на СуперДрафте MLS был выбран клубом «Колорадо Рэпидз». Вскоре он заключил с ним трехлетний контракт. В первое время футболист выступал за вторую команду, а 13 апреля Фредерик дебютировал в MLS в игре с «Сан-Хосе Эртквейкс».

### В сборной
Вызывался в молодежную сборную Тринидада и Тобаго. 17 декабря 2024 года дебютировал за главную национальную команду страны в неофициальном товарищеском матче против Саудовской Аравии (1:3). 6 июня 2025 года принял участие в ее первом официальном матче. На 86-й минуте Фредерик вышел на замену вместо Данте Сили в победном поединке отборочного турнира ЧМ-2026 против Сент-Китса и Невиса (6:2).